# Святая Анна (паровая шхуна)
«Святая Анна» — парусно-паровая баркентина типа «Филомель» (англ. «Philomel»), использовалась несколькими британскими путешественниками, затем российской полярной экспедицией под руководством Г. Л. Брусилова при попытке прохождения Северного морского пути (1912—1914); пропала без вести в 1914 году.

## «Ньюпорт»
Судно было спущено на воду в Великобритании 20 июля 1867 году на верфи в Пембрук-Док как четырёхпушечный военный корабль для военно-морского флота под названием «Ньюпорт» (англ. HMS Newport). 31 марта 1868 года «Ньюпорт» был переквалифицирован в исследовательское судно и под командованием капитана Джорджа Нэрса (англ. George Strong Nares) направлен для проведения гидрографических работ в Средиземном море.
«Ньюпорт» выполнял работы по промеру глубин при строительстве Суэцкого канала и стал первым кораблём, прошедшим через канал после его официального открытия в ноябре 1869 года.

## «Пандора II»

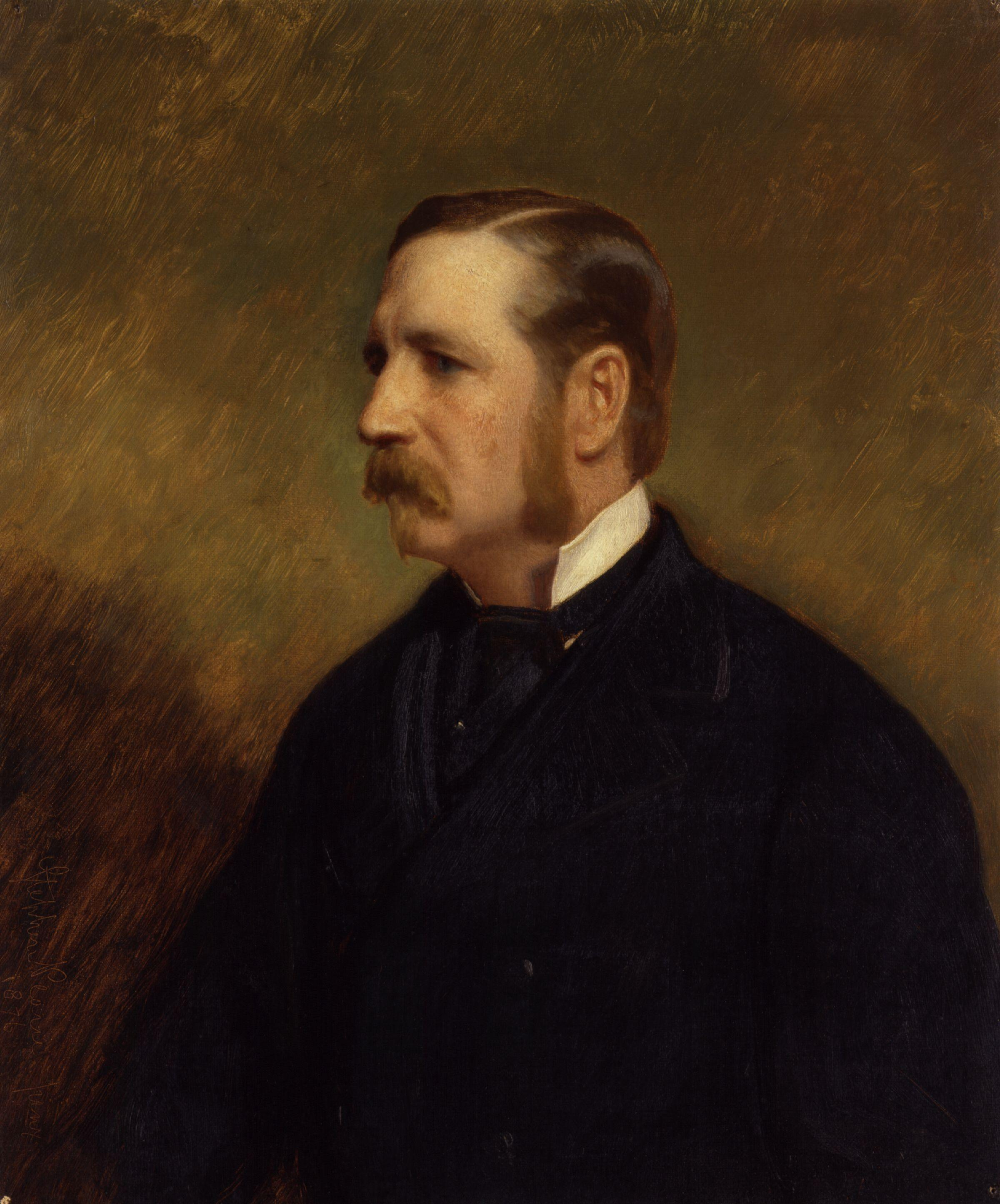
Сэр Ален Юнг

В 1881 году судно было выкуплено у Британского Адмиралтейства Аленом Уильямом Юнгом (англ. Allen William Young).
Юнг ранее дважды, в 1875 и 1876 годах, использовал однотипное судно под именем «Пандора» в попытке преодолеть Северо-Западный проход за одну навигацию и попутно пролить дополнительный свет на всё ещё волновавшую его современников тайну гибели экспедиции Джона Франклина. Известный мореплаватель Джон Франклин за тридцать лет до того предпринял штурм Северо-Западного прохода на кораблях «Эребус» и «Террор» и пропал без вести.
В память об этих путешествиях Юнг переименовал «Ньюпорт» в «Пандора II» (англ. Pandora II) и использовал в качестве яхты.

## «Бленкатра»

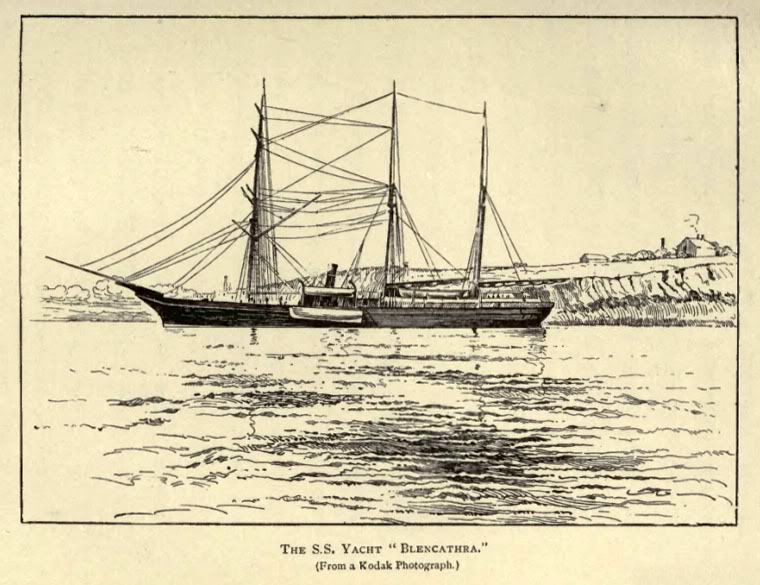
Яхта «Бленкатра». Рисунок по фотографии, из книги Хелен Пил «Полярные огни: отчёт о путешествии на яхте „Бленкатра“»

Джозеф Виггинс

Яхту приобрёл английский судовладелец Либурн Пофам (англ. F. W. Leybourne Popham) и переименовал в «Бленкатра» (англ. Blencathra).
Пофам укрепил корпус судна, снабдив его тройной дубовой обшивкой, в результате толщина борта составила 27 дюймов (0,7 м). Старая 40-сильная паровая машина была заменена на современную, мощностью 400 индикаторных сил. Скорость хода под парами возросла с 5 до 7,5 узлов.
В 1890-х годах «Бленкатра» ходила к устью Енисея в составе торговых экспедиций под командованием английского капитана Джозефа Виггинса (англ. Joseph Wiggins).
«Бленкатра» обеспечивала организацию резервных складов продовольствия по маршруту плавания экспедиции Нансена на «Фраме» и, таким образом, причастна к ещё одной героической арктической экспедиции.
В 1893 году в рейсе «Бленкатры» к берегам Сибири принял участие Фредерик Джексон. Джексон обследовал более 3000 миль побережья между Обью и Печорой. В 1895 году вышла его книга об этой экспедиции.
Кроме того, «Бленкатра» под командованием Виггинса работала по государственным российским подрядам при перевозке грузов для строительства Транссибирской железнодорожной магистрали.
В навигацию 1898 года в круизе «Бленкатры» по Баренцеву морю, с заходом на Новую Землю и остров Колгуев, принял участие известный шотландский натуралист Уильям Спирс Брюс. Результат своей исследовательской работы на «Бленкатре» Брюс опубликовал в 1899 году.

## «Святая Анна»

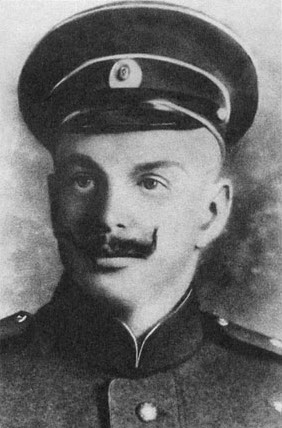
Георгий Львович Брусилов

Карта района экспедиции лейтенанта Брусилова в 1912—1914 гг. из книги В. И. Альбанова «На юг к Земле Франца Иосифа!» — Петроград, 1917 год.

Полярные экспедиции Нансена, Пири, Амундсена и Скотта вызвали в России большой общественный интерес. В этой атмосфере морской офицер Георгий Львович Брусилов решил предпринять собственную арктическую экспедицию с целью первого прохода Северным морским путём под российским флагом.
В 1912 году Брусилов получил на службе отпуск и организовал своих ближайших родственников в акционерное зверобойное общество, предполагавшее извлечь прибыль из попутного зверопромысла в арктических широтах.

Для нужд экспедиции в Великобритании Брусилов за 20 тысяч рублей приобрёл «Бленкатру», несмотря на 45-летний возраст остававшуюся в хорошем состоянии. В. И. Альбанов позднее писал: 
«…так сохранилась, что ей трудно дать больше 20 лет, как бы усердно не искать изъянов в её шпангоутах, бимсах, кницах и обшивках».
Репортёр петербургской газеты «Новое время» (выпуск от 18 июля 1912 года) так описывал свои впечатления от посещения судна:
«…нас встретил старший помощник капитана лейтенант Андреев Н. С., проводил в салон, где кожаные кресла и диваны, рассказал о целях экспедиции… „Св. Анна“ построена в 1867 году, грузоподъёмность её 231 тонна, толщина бортов 27 дюймов, машина имеет мощность 400 индикаторных сил, ход 7—7,5 узлов… Пойдут вокруг Нордкапа, остановятся на 3—4 дня в Архангельске, далее — в Карское море, обойдут полуостров Ямал и будут стремиться обогнуть мыс Челюскин, и, если это удастся, перезимуют в устье реки Хатанги. Далее пойдут вдоль побережья Сибири к Берингову проливу…»
Судно было переименовано в честь основного инвестора экспедиции, Анны Николаевны Брусиловой (жены его дяди, московского землевладельца Бориса Алексеевича Брусилова), выделившей 90 тысяч рублей. Под новым именем «Святая Анна» шхуна покинула Санкт-Петербург 28 июля (10 августа) 1912 года.
В Александровске-на-Мурмане (ныне Полярный) часть экипажа, включая судового врача, старшего помощника Н. С. Андреева, штурмана и нескольких матросов, отказалась от дальнейшего плавания.
На роль медика экспедиции по собственной инициативе вызвалась Е. А. Жданко (дочь генерала А. Е. Жданко и племянница начальника Главного гидрографического управления генерал-лейтенанта М. Е. Жданко), имевшая квалификацию сестры милосердия.

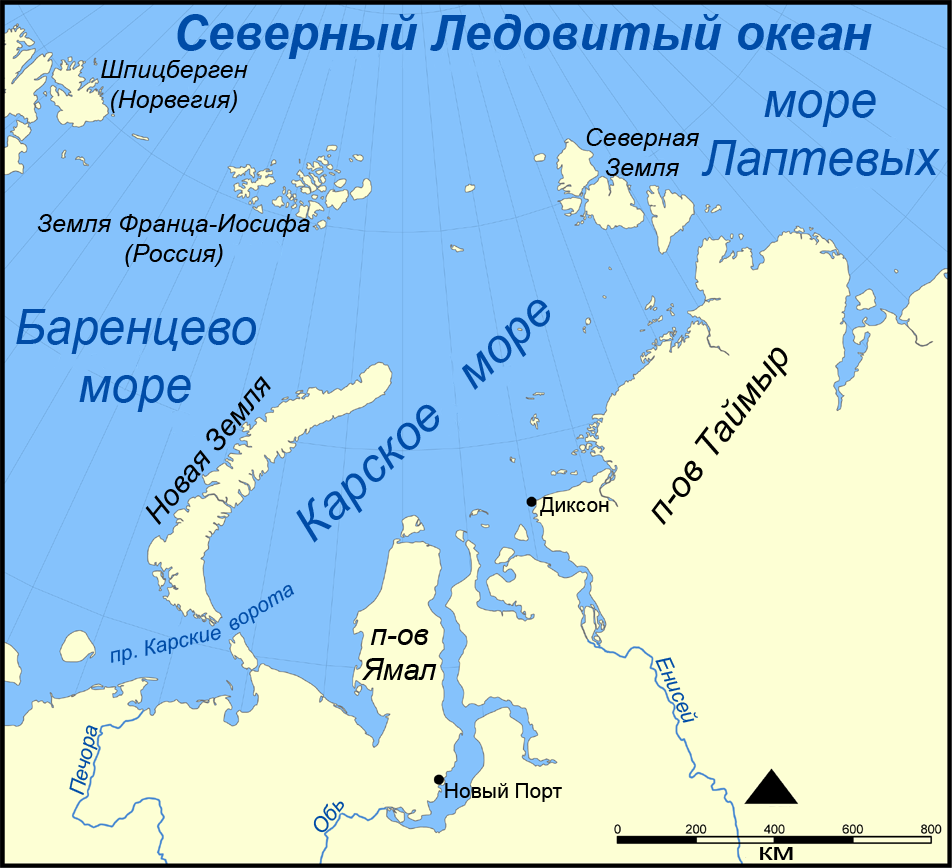

Единственным штурманом экспедиции остался опытный Валериан Альбанов, до этого имевший опыт лоцмейстерского плавания в Енисейской губе и работы старшим помощником капитана на рейсовом пароходе в Баренцевом море.
В окончательно сформированном экипаже из 24 человек было всего семь профессиональных моряков, включая Брусилова и Альбанова.
28 августа (10 сентября) 1912 года шхуна отправилась в дальнейший путь, имея запас продовольствия на 18 месяцев. Дополнительное снабжение предполагалось добывать охотой. 4 (17) сентября 1912 года шхуна прошла в Карское море, но уже на следующий день проход во льдах, по которому они шли, оказался закрыт. Шхуна с переменным успехом пробивалась во льдах от полыньи к полынье, но уже 27 сентября (10 октября) 1912 года стал последним днём, когда она двигалась самостоятельно. Шхуна оказалась зажатой льдами у западного побережья Ямала на широте 71°45', и под сильным южным ветром начался дрейф ледового поля с вмёрзшим судном; вместо намеченного курса на восток, судно начало продвигаться в северном и северо-западном направлении.
К лету 1913 года «Святую Анну» вынесло севернее Новой Земли. Попытки пропилить в ледяном поле канал до ближайшей полыньи оказались неудачными, и судну пришлось готовиться ко второй зимовке. Неопределённость положения усиливала разногласия среди экипажа. В сентябре 1913 года произошёл конфликт между Брусиловым и Альбановым, в результате которого Альбанов сложил с себя полномочия штурмана.
К началу 1914 года шхуну вынесло уже севернее Земли Франца-Иосифа. Несмотря на удачную охоту во время первого года плавания, стала ощущаться нехватка многих продуктов и топлива, ожидался голод.
10 (23) апреля 1914 года в точке с координатами 82°55,50′ с. ш. 60°45′ в. д. Валериан Альбанов покинул шхуну вместе с частью команды, чтобы пешком достичь обитаемой земли. Тринадцать человек вместе с Брусиловым остались на корабле. Поскольку план экспедиции Брусилова не предполагал пеших походов, то всё оборудование и снаряжение пешей группы — семь байдарок, закреплённых на санях и меховая одежда — было самодельным, изготовленным людьми без опыта полярных переходов в кустарных условиях на борту «Святой Анны». Питание состояло в основном из сухарей и не соответствовало уровню физической нагрузки.
На судне осталось десять членов экипажа. Через некоторое время матросы Пономарев, Шабатура и Шахнин сочли путь непосильным для себя и вернулись обратно на судно. В итоге последний экипаж «Святой Анны» состоял из 13 человек:
1. Г. Л. Брусилов, начальник экспедиции и капитан
2. Ерминия Жданко, медик
3. Иван Потапов, боцман
4. Яков Фрейберг, машинист
5. Вячеслав Шленский, гарпунер, внештатный корреспондент архангельской газеты
6. Михаил Денисов, гарпунер (норвежский подданный)
7. Густав Мельбард, матрос, ученик рижских мореходных классов
8. Иоган Параприц, матрос, ученик рижских мореходных классов
9. Г. Анисимов, матрос
10. И. Пономарев, матрос
11. А. Шахнин, матрос
12. Максим Шабатура, кочегар
13. Игнат Калмыков, повар.

Дальнейший путь на лыжах, санях и байдарках продолжили:
1. Валериан Альбанов, штурман
2. Петр Максимов, старший рулевой
3. Луняев, матрос
4. Архиреев, матрос
5. Шпаковский, матрос
6. Баев, матрос
7. Владимир Губанов, машинист
8. Александр Конрад, матрос
9. Ольгерд Нильсен, матрос (датчанин, из прежнего британского экипажа судна)
10. Павел Смиренников, матрос
11. Ян Регальд, стюард

Альбанов планировал добраться до архипелага Земля Франца-Иосифа, где, как он знал из книги Нансена, располагалась база арктических экспедиций Джексона, и там дождаться проходящего судна. Предстояло преодолеть около 160 километров.
3 мая матрос Баев ушёл на разведку и не вернулся, поиски не дали результата.
Проводимые Альбановым по пути астрономические наблюдения и вычисление координат неожиданно показали, что полярников вместе со льдом быстро уносит в сторону от цели. Это было ранее неизвестное Восточно-Шпицбергенское течение.

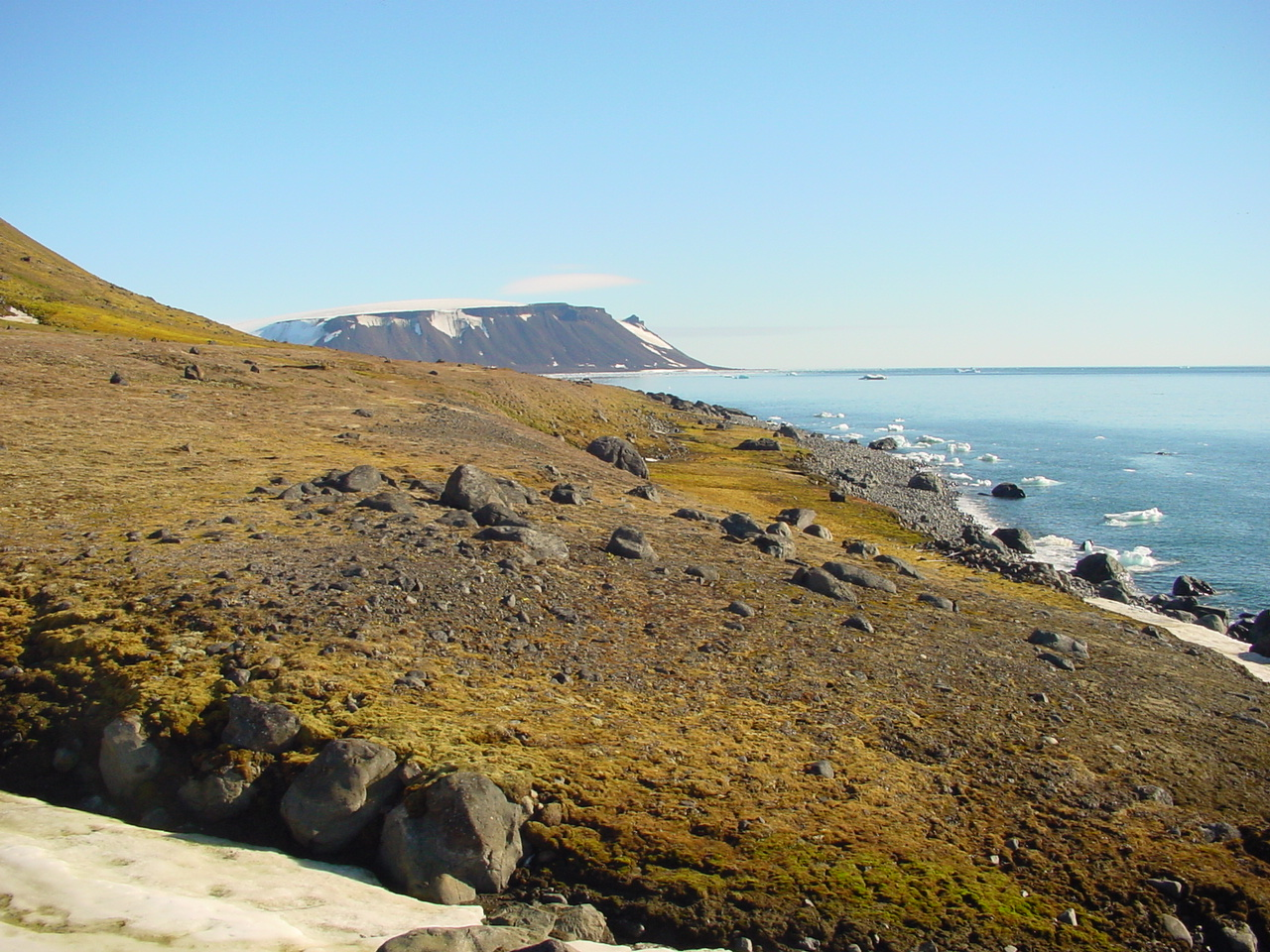
Побережье острова Нортбрук

29 июня члены экспедиции вышли на южный берег мыса Мэри Хармсуорт (остров Земля Александры), где увидели свободное ото льда море. На десять человек оставалось лишь две байдарки и отряд вынужденно разделился две партии, одна из которых пошла на байдарках, а другая — на лыжах вдоль берега. За время пути в береговой партии заболел и умер матрос Архиреев. Воссоединились обе группы на мысе Ниль (остров Земля Георга). Следующей точкой встречи был назначен мыс Гранта (остров Земля Георга). Пять человек на байдарках прибыли в условное место и ожидали береговую партию, но безуспешно.
Далее байдарки пошли к острову Белл и достигли его 5 июля. В пути заболел и умер матрос Нильсен. 7 июля обе байдарки направились к мысу Флора. Поднявшийся сильный северный ветер унес в море байдарку с матросами Луняевым и Шпаковским, об их дальнейшей судьбе неизвестно. Второй байдарке удалось вернуться к острову Белл.
Наконец, 9 июля байдарке Альбанова и матроса Александра Конрада удалось добраться до старой базы Джексона на мысе Флора (остров Нортбрук, Земля Франца-Иосифа). В результате сноса льдов Восточно-Шпицбергенским течением, с момента оставления «Святой Анны» они прошли более четырёхсот километров за почти три месяца.
15 июля Конрад в одиночку (Альбанов был к тому времени тяжело болен) отправился на мыс Гранта для поисков пропавшей береговой партии. Никаких следов ему обнаружить не удалось.
20 июля к мысу Флора подошла шхуна «Святой Фока» (экспедиции Седова) под командованием Н. М. Сахарова и спасла Альбанова и Конрада, единственных выживших в экспедиции Брусилова.

## Поиски «Святой Анны»

### XX век

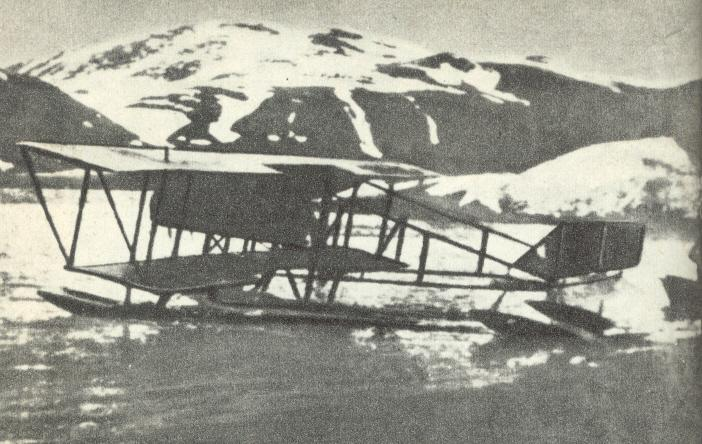
Гидросамолёт Нагурского Farman MF.11 в бухте Крестовая губа на Новой Земле

К 1914 году сразу три русские арктические экспедиции Г. Л. Брусилова, Г. Я. Седова и В. А. Русанова считались пропавшими без вести. 18 января 1914 года Совет министров дал указание морскому министерству предпринять их поиски. Главным гидрографическим управлением были организованы несколько поисковых экспедиций.
В западной спасательной экспедиции под руководством капитана 1-го ранга Исхака Ислямова участвовали четыре судна: барк «Эклипс», пароход «Печора», паровые шхуны «Герта» и «Андромеда». «Эклипс» под командованием Свердрупа должен был пройти на восток Северо-Восточным проходом, а остальные суда — осмотреть район Новой Земли и Земли Франца-Иосифа.
Для поисков впервые в мировой истории использовалась полярная авиация: лётчик Ян Нагурский на гидросамолёте «Farman MF.11» исследовал с воздуха льды и побережье Новой Земли на протяжении около 1060 километров.
«Эклипсу», в свою очередь, потребовалась помощь во время зимовки 1914—1915 годов у северо-западного побережья полуострова Таймыр. Эвакуацию части моряков с «Эклипса» произвела сухопутная экспедиция на оленях под руководством Н. А. Бегичева. Освободившись от льдов, «Эклипс» достиг острова Уединения и осенью 1915 года поднял на нём российский флаг.
Шхуна «Герта» под командованием Ислямова на своём пути к острову Нортбрук разминулась с возвращавшимся в то же время в Архангельск «Святым Фокой» с Альбановым и Конрадом, но записка Альбанова, оставленная им на базе Джексона на мысе Флора, была обнаружена Ислямовым.
С восточной стороны поиск был поручен судам гидрографической экспедиции Северного Ледовитого океана под руководством капитана 2-го ранга Б. А. Вилькицкого. Восточная экспедиция также пыталась задействовать воздушную разведку, однако гидросамолёт «Генри-Фарман» лётчика Д. Н. Александрова потерпел аварию в первом же пробном полёте в бухте Эмма (Провидения) на Чукотке и далее не использовался.
В течение 1914—1915 годов экспедиционные ледокол-пароходы «Таймыр» и «Вайгач» (командир П. А. Новопашенный) преодолели весь Северо-Восточный проход от Владивостока до Архангельска, впервые сделав это в направлении с востока на запад.
В течение двух лет поисков не удалось обнаружить следов «Святой Анны». В сентябре 1915 года все спасательные экспедиции вернулись в Архангельск, поиски были прекращены.
В 1919 году Альбанов пытался убедить Верховного правителя России адмирала А. В. Колчака — в молодости участвовавшего в экспедиции Э. В. Толля — организовать новую поисковую экспедицию, но не преуспел в этом и вскоре сам погиб при не до конца выясненных обстоятельствах.

### XXI век
В 2010 году под руководством Олега Продана
 была организована первая за долгий срок поисковая экспедиция, в ходе которой на острове Земля Георга (Земля Франца-Иосифа) были найдены человеческие останки и предметы, предположительно принадлежащие пропавшей береговой партии группы Альбанова. Среди них были: карманные часы, ложка с инициалами «П. С.» (возможно, принадлежавшая матросу Павлу Смиренникову — в таком случае останки, вероятно, тоже его), самодельные тёмные очки из бутылочных стёкол, три винтовочных патрона 1910—1911 годов выпуска и т. д. Многие из найденных вещей упоминаются в дневнике Альбанова.
18 апреля 2016 г. в районе о-ва Белый в Карском море возле полуострова Ямал произошла катастрофа вертолёта Robinson R-66 с участниками экспедиции «По следам двух капитанов». Члены экипажа вертолёта: руководитель экспедиции Олег Продан (директор национального парка «Онежское Поморье»), командир воздушного судна Алексей Фролов (ген. директор компании «Мириталь») и опытный пилот-любитель Михаил Фарих (ген. директор компании «ММС», внук известного советского полярного летчика Фабио Фариха), погибли в результате множественных телесных повреждений.

## Научные результаты экспедиции «Святой Анны»
Доставленные Альбановым материалы экспедиции Брусилова позволили систематизировать сведения о течениях, определить границы материковой отмели, выявить подводный жёлоб Святой Анны на границе между Карским и Баренцевым морями.
На основании наблюдений Альбанова во время пешего перехода выявлена закономерность дрейфа льдов в юго-западном направлении и открыто Восточно-Шпицбергенское течение.
Группа Альбанова независимо от Умберто Каньи обнаружила мифичность Земли Петермана и Земли Оскара. Для навигации Альбанов располагал только устаревшей картой Юлиуса Пайера 1874 года, приведённой в книге Нансена, где эти острова ещё были обозначены.

## Гипотезы о причинах гибели «Святой Анны»
После ухода группы Альбанова и сокращения числа зимовщиков, оставшиеся запасы продовольствия на судне оценивались как достаточные на срок до середины 1915 года. Вероятность быть раздавленной льдами, на основании опыта предыдущих зимовок, оценивалась как минимальная. О причинах исчезновения судна выдвигалось несколько гипотез, ни одна из которых не получила фактического подтверждения:
1. Судно погибло от случайного пожара.
2. Экипаж судна погиб от цинги либо от паразитарного заболевания трихинеллёза, причиной которого могло стать употребление в пищу мяса белых медведей и моржей, не прошедшего достаточную термическую обработку.
3. Судно освободилось от льдов в разгар Первой мировой войны и на пути в порт было потоплено германскими субмаринами в ходе битвы за Атлантику[15].
4. Судно погибло после освобождения от льдов в результате зимнего шторма в Северной Атлантике[26]

## Судно в художественной литературе
- Георгий Львович Брусилов, штурман Валериан Альбанов и «Святая Анна» послужили прототипами капитана Ивана Львовича Татаринова, штурмана Ивана Климова и судна «Святая Мария» в романе Вениамина Каверина «Два капитана».
- Роман швейцарского исследователя и писателя Рене Гузи (фр. Rene Gouzy) «В полярных льдах», изданный в 1928 году в Ленинграде издательством «Вокруг света», описывает дрейф во льдах парусной шхуны «Эльвира» от лица медсестры Ивонны Шерпантье. В романе в форме дневника рассказывается об уходе части экипажа во главе со штурманом и о смерти оставшихся от голода и болезней. Издание романа сопровождалось литературной мистификацией: якобы Шарпантье перед смертью упаковала свой дневник в плавучий мешок, найденный затем китобоями[7]. Гузи разоблачил собственную мистификацию в 1931 году.

## Память
- Имя «Святой Анны» носит подводный жёлоб между Баренцевым и Карским морями[27].
- Также в честь шхуны «Св. Анна» назван мыс (мыс Анна, Баренцево море, Новая Земля)[28].